# Trisuloides tamsi
Trisuloides tamsi är en fjärilsart som beskrevs av Park och Lee 1977. Trisuloides tamsi ingår i släktet Trisuloides och familjen Pantheidae. Inga underarter finns listade i Catalogue of Life.